# Fernando Trueba
Fernando Rodríguez Trueba (* 18. ledna 1955 Madrid) je španělský filmový režisér, scenárista, producent a novinář.

## Životopis
V letech 1974–1979 byl filmovým kritikem španělského deníku El País. V roce 1980 založil filmový měsíčník Casablanca a dva roky ho vedl.
V 70. letech 20. století začal točit první krátké filmy. V roce 1980 natočil svůj celovečerní hraný debut Ópera prima. Roku 1987 přišel první mezinárodní úspěch, když získal zvláštní cenu na filmovém festivalu v Berlíně za snímek El Año de las Luces. V roce 1993 jeho film Belle Époque získal Oscara za nejlepší cizojazyčný film. Stejný snímek získal i Zlatý globus. Třikrát získal španělskou filmovou cenu Goya, dvakrát za režii (El sueño del mono loco, 1989; Belle Époque, 1992) a jednou za scénář (Belle Époque, 1992).
Točí i animované filmy. Věnuje se i hudební publicistice (v roce 1998 vydal Diccionario del Jazz Latino) a hudební produkci - za ni získal dvě Grammy Awards a čtyři Latin Grammy Awards.